# Calliphlox
Calliphlox är ett släkte med fåglar i familjen kolibrier inom ordningen seglarfåglar. Tidigare omfattade det fem arter som förekommer dels i Bahamas, dels i Latinamerika från norra Costa Rica till nordöstra Argentina och södra Brasilien. Genetiska studier har dock visat att de inte är varandras närmaste släktingar, varför alla arter utom typarten ametistskogsjuvel (Calliphlox amethystina) numera lyfts ut till andra släkten, enligt följande:
- Nesophlox
  - Bahamakolibri (N. evelynae)
  - Inaguakolibri (N. lyrura) – nyligen urskiljd som egen art
- Philodice
  - Magentaskogsjuvel (P. bryantae)
  - Purpurstrupig skogsjuvel (P. mitchellii)